# Manilkara
Manilkara es un género de árboles de los trópicos. Las especies más conocidas son Manilkara zapota (ácana), Manilkara chicle (chicle) y Manilkara bidentata (balatá).  
Sus especies dan frutos comestibles, madera y látex.

## Descripción
Son arbustos o árboles, de 3-12 m de altura. Corteza gris. Ramas glabras. Hojas alternas, frecuentemente en grupos cerrados al final de las ramas, con cicatrices conspicuas; peciolo de 0,8-2 cm; vaina de hojas obovadas a obovada-elípticas, de 5-10 x 3-7 cm, ambas superficies glabras, ancha base cuneada a obtusa, apex retuso. Flores axilares, fasciculadas. Pedicelo grueso, de 1-1,8 cm; sépalos ovado-triangular, 3-4 mm, por fuera amarillento gris tomentoso. Corola blanca o amarillo brillante, ca. 4 mm; lóbulos oblongos, ca. 3 mm; estambres ca. 5 mm; estaminodes 2-partido, lóbulos lineales, ca. 3 mm. Ovario ovoide, ca. 2 mm, 6-locular, tomentoso. Drupa obovoide-oblongo a elipsoide, de 1-1,5 cm, 1- o 2-semillas. Semillas ca. 8-10 mm; florece en otoño. 
Se lo encuentra a bajas altitudes en el sudeste asiático Camboya, India, Sri Lanka, Tailandia, Vietnam. 
Las semillas contienen 25 % aceite comestible y tienen valor medicinal. Se hierve y se ingiere. Y, fritas o tostadas, su sabor recuerda a las nueces, pero contiene un alcaloide, por lo que debe consumirse frugalmente.  

## Taxonomía
El género fue descrito por Michel Adanson y publicado en Familles des Plantes 2: 166, 574, en 1763.

#### Etimología
Manilkara: nombre genérico latinizado proveniente del vocablo malabar (o malayam) manil-kara, usado como nombre vernáculo para designar a la especie Manilkara kauki, en la región de Malabar, en el suroeste de la India, y reportado por Hendrik Adriaan van Rheede.

## Especies seleccionadas
Cerca de 70-90 especies incluyendo:
- Manilkara bidentata (A.DC.) A.Chev., 1932
- Manilkara bolivarensis T.D.Penn., 1990
- Manilkara cavalcantei Pires y Rodr. ex T.D.Penn., 1990
- Manilkara chicle (Pittier) Gilly, 1943
- Manilkara dissecta (L.f.) Dubard, 1915 – llamada en Cuba y República Dominicana ácana.[7]
- Manilkara elata (Allemão ex Miq.) Monach., 1952
- Manilkara excelsa (Ducke) Standl., 1933
- Manilkara excisa (Urb.) H.J.Lam, 1941
- Manilkara hexandra (Roxb.) Dubard, 1915
- Manilkara huberi (Ducke) A.Chev., 1932
- Manilkara jaimiqui (C.Wright ex Griseb.) Dubard, 1915
- Manilkara kauki (L.) Dubard, 1915
- Manilkara littoralis (Kurz) Dubard, 1915
- Manilkara longifolia (A.DC.) Dubard, 1915
- Manilkara maxima T.D.Penn., 1990
- Manilkara mayarensis (Ekman ex Urb.) Cronquist, 1945
- Manilkara multifida T.D.Penn., 1990
- Manilkara nicholsonii A.E.van Wyk, 1982
- Manilkara obovata (Sabine y G.Don) J.H.Hemsl., 1963
- Manilkara paraensis (Huber) Standl., 1933
- Manilkara pleeana (Pierre ex Baill.) Cronquist, 1945
- Manilkara pubicarpa Monach., 1952
- Manilkara rufula (Miq.) H.J.Lam, 1941
- Manilkara spectabilis (Pittier) Standl., 1932
- Manilkara subsericea (Mart.) Dubard, 1915
- Manilkara valenzuelana (A.Rich.) T.D.Penn., 1990 – ácana de Cuba.[8]
- Manilkara zapota (L.) P.Royen, 1953